# Liste des gouverneurs du Vermont
 (septembre 2023).
Si vous disposez d'ouvrages ou d'articles de référence ou si vous connaissez des sites web de qualité traitant du thème abordé ici, merci de compléter l'article en donnant les références utiles à sa vérifiabilité et en les liant à la section « Notes et références ».
Le gouverneur du Vermont (en anglais : Governor of Vermont) est le chef de la branche exécutive du gouvernement de l'État américain du Vermont.
Depuis le 5 janvier 2017, le gouverneur du Vermont est Phil Scott, membre du Parti républicain.

## Système électoral
Le gouverneur du Vermont est élu au suffrage universel direct pour un mandat de deux ans au scrutin uninominal majoritaire à un tour.

## Liste
| No | Nom                   | Parti | Parti                       | Mandat      |
| -- | --------------------- | ----- | --------------------------- | ----------- |
| 1  | Thomas Chittenden     |       | Indépendant                 | 1791-1797   |
| 2  | Paul Brigham          |       | Indépendant                 | 1797        |
| 3  | Isaac Tichenor        |       | Parti fédéraliste           | 1797-1807   |
| 4  | Israel Smith          |       | Parti républicain-démocrate | 1807-1808   |
| 5  | Isaac Tichenor        |       | Parti fédéraliste           | 1808-1809   |
| 6  | Jonas Galusha         |       | Parti républicain-démocrate | 1809-1813   |
| 7  | Martin Chittenden     |       | Parti fédéraliste           | 1813-1815   |
| 8  | Jonas Galusha         |       | Parti républicain-démocrate | 1815-1820   |
| 9  | Richard Skinner       |       | Parti républicain-démocrate | 1820-1823   |
| 10 | Cornelius P. Van Ness |       | Parti républicain-démocrate | 1823-1826   |
| 11 | Ezra Butler           |       | Parti national-républicain  | 1826-1828   |
| 12 | Samuel C. Crafts      |       | Parti national-républicain  | 1828-1831   |
| 13 | William A. Palmer     |       | Parti anti-maçonnique       | 1831-1835   |
| 14 | Silas H. Jennison     |       | Parti whig                  | 1835-1841   |
| 15 | Charles Paine         |       | Parti whig                  | 1841-1843   |
| 16 | John Mattocks         |       | Parti whig                  | 1843-1844   |
| 17 | William Slade         |       | Parti whig                  | 1844-1846   |
| 18 | Horace Eaton          |       | Parti whig                  | 1846-1848   |
| 19 | Carlos Coolidge       |       | Parti whig                  | 1848-1850   |
| 20 | Charles K. Williams   |       | Parti whig                  | 1850-1852   |
| 21 | Erastus Fairbanks     |       | Parti whig                  | 1852-1853   |
| 22 | John S. Robinson      |       | Parti démocrate             | 1853-1854   |
| 23 | Stephen Royce         |       | Parti républicain           | 1854-1856   |
| 24 | Ryland Fletcher       |       | Parti républicain           | 1856-1858   |
| 25 | Hiland Hall           |       | Parti républicain           | 1858-1860   |
| 26 | Erastus Fairbanks     |       | Parti républicain           | 1860-1861   |
| 27 | Frederick Holbrook    |       | Parti républicain           | 1861-1863   |
| 28 | J. Gregory Smith      |       | Parti républicain           | 1863-1865   |
| 29 | Paul Dillingham       |       | Parti républicain           | 1865-1867   |
| 30 | John B. Page          |       | Parti républicain           | 1867-1869   |
| 31 | Peter T. Washburn     |       | Parti républicain           | 1869-1870   |
| 32 | George W. Hendee      |       | Parti républicain           | 1870        |
| 33 | John W. Stewart       |       | Parti républicain           | 1870-1872   |
| 34 | Julius Converse       |       | Parti républicain           | 1872-1874   |
| 35 | Asahel Peck           |       | Parti républicain           | 1874-1876   |
| 36 | Horace Fairbanks      |       | Parti républicain           | 1876-1878   |
| 37 | Redfield Proctor      |       | Parti républicain           | 1878-1880   |
| 38 | Roswell Farnham       |       | Parti républicain           | 1880-1882   |
| 39 | John L. Barstow       |       | Parti républicain           | 1882-1884   |
| 40 | Samuel E. Pingree     |       | Parti républicain           | 1884-1886   |
| 41 | Ebenezer J. Ormsbee   |       | Parti républicain           | 1886-1888   |
| 42 | William P. Dillingham |       | Parti républicain           | 1888-1890   |
| 43 | Carroll S. Page       |       | Parti républicain           | 1890-1892   |
| 44 | Levi K. Fuller        |       | Parti républicain           | 1892-1894   |
| 45 | Urban A. Woodbury     |       | Parti républicain           | 1894-1896   |
| 46 | Josiah Grout          |       | Parti républicain           | 1896-1898   |
| 47 | Edward C. Smith       |       | Parti républicain           | 1898-1900   |
| 48 | William W. Stickney   |       | Parti républicain           | 1900-1902   |
| 49 | John G. McCullough    |       | Parti républicain           | 1902-1904   |
| 50 | Charles J. Bell       |       | Parti républicain           | 1904-1906   |
| 51 | Fletcher D. Proctor   |       | Parti républicain           | 1906-1908   |
| 52 | George H. Prouty      |       | Parti républicain           | 1908-1910   |
| 53 | John A. Mead          |       | Parti républicain           | 1910-1912   |
| 54 | Allen M. Fletcher     |       | Parti républicain           | 1912-1915   |
| 55 | Charles W. Gates      |       | Parti républicain           | 1915-1917   |
| 56 | Horace F. Graham      |       | Parti républicain           | 1917-1919   |
| 57 | Percival W. Clement   |       | Parti républicain           | 1919-1921   |
| 58 | James Hartness        |       | Parti républicain           | 1921-1923   |
| 59 | Redfield Proctor, Jr  |       | Parti républicain           | 1923-1925   |
| 60 | Franklin S. Billings  |       | Parti républicain           | 1925-1927   |
| 61 | John E. Weeks         |       | Parti républicain           | 1927-1931   |
| 62 | Stanley C. Wilson     |       | Parti républicain           | 1931-1935   |
| 63 | Charles M. Smith      |       | Parti républicain           | 1935-1937   |
| 64 | George David Aiken    |       | Parti républicain           | 1937-1941   |
| 65 | William H. Wills      |       | Parti républicain           | 1941-1945   |
| 66 | Mortimer R. Proctor   |       | Parti républicain           | 1945-1947   |
| 67 | Ernest W. Gibson      |       | Parti républicain           | 1947-1950   |
| 68 | Harold J. Arthur      |       | Parti républicain           | 1950-1951   |
| 69 | Lee E. Emerson        |       | Parti républicain           | 1951-1955   |
| 70 | Joseph B. Johnson     |       | Parti républicain           | 1955-1959   |
| 71 | Robert T. Stafford    |       | Parti républicain           | 1959-1961   |
| 72 | F. Ray Keyser, Jr.    |       | Parti républicain           | 1961-1963   |
| 73 | Philip H. Hoff        |       | Parti démocrate             | 1963-1969   |
| 74 | Deane C. Davis        |       | Parti républicain           | 1969-1973   |
| 75 | Thomas P. Salmon      |       | Parti démocrate             | 1973-1977   |
| 76 | Richard A. Snelling   |       | Parti républicain           | 1977-1985   |
| 77 | Madeleine May Kunin   |       | Parti démocrate             | 1985-1991   |
| 78 | Richard A. Snelling   |       | Parti républicain           | 1991        |
| 79 | Howard Dean           |       | Parti démocrate             | 1991-2003   |
| 80 | Jim Douglas           |       | Parti républicain           | 2003-2011   |
| 81 | Peter Shumlin         |       | Parti démocrate             | 2011-2017   |
| 82 | Phil Scott            |       | Parti républicain           | Depuis 2017 |